# 钒酸钕
钒酸钕是一种无机化合物，化学式为NdVO4。它可由硝酸钕、偏钒酸铵和柠檬酸在溶液中混合，再分别于400 °C和550 °C加热得到。氧化钕和五氧化二钒在高温反应，也能得到钒酸钕。它和氨气反应，可以得到NdVO2N。